# Morena Zapparoli
Morena Zapparoli (Milano, 20 maggio 1967) è una conduttrice televisiva, autrice televisiva e blogger italiana.

## Biografia
Nasce a Milano e consegue la maturità classica nel 1986 al liceo classico Omero di Bruzzano.
Esordisce in tv accanto a Gianfranco Funari nel 2000 in A tu per tu (Canale 5). Collabora a Stasera c'è Funari (Odeon TV, 2001) dove si occupa dell'approfondimento delle notizie di politica estera con particolare attenzione alla guerra in Afghanistan e alla guerra in Iraq. Partecipa a Funari forever (Odeon TV 2002-2003) e Il curioso (Antennatre, 2004) dove si occupa di politica interna. Coconduce e firma come autrice con Funari, le trasmissioni Extra Omnes (Odeon TV, 2005) e Il curioso (Antennatre, 2004) dove si occupa di politica interna. Coconduce e firma come autrice sempre con Funari, le trasmissioni Extra Omnes (Odeon TV, 2005), Virus (Odeon TV, 2006), La storia siamo IO e Funari late show (Odeon TV, 2007-2008) nelle quali intervista i protagonisti della scena politica italiana, della cronaca e dell'attualità e numerosi scrittori e giornalisti.
La sua intervista a Piergiorgio Welby, caso medico discusso sulla possibilità dell'eutanasia rilasciata nell'ottobre 2006 viene ripresa da tutti i principali quotidiani nazionali. Nel 2007 collabora alla realizzazione della trasmissione Vietato Funari in onda su Raiuno. Nel 2009 partecipa come concorrente alla quarta edizione del reality show La fattoria condotta da Paola Perego, su Canale 5, classificandosi seconda. Il 20 maggio del 2009 pubblica, per Rizzoli Editore, il libro Gianfranco Funari Il potere in mutande, memorie del marito scomparso poco tempo prima raccolte direttamente dall'ospedale dove era ricoverato, aspetti della sua vita privata, pubblica e professionale, intrecciati alla storia politica e televisiva italiana.
Partecipa come ospite a varie trasmissioni e come moderatrice a una serie di eventi promozionali sui libri in uscita di vari personaggi (Vittorio Sgarbi, Marco Travaglio, Francesco Alberoni, Alessandro Meluzzi). Fra il 2010 e il 2011 conduce su Odeon TV la trasmissione La natura della salute dove tratta con Piergiorgio Spaggiari e Sergio Angeletti argomenti di salute e benessere intervistando esperti di medicina degli atenei italiani. Dall'autunno del 2010 è testimonial di Arianne, associazione di volontariato per la cura dell'endometriosi.
Il 14 giugno del 2012 pubblica con Antonio Di Pietro il libro Politici. Da Craxi a Berlusconi, da Bossi a Fini, da Prodi a Grillo a Monti, quattordici ritratti insoliti edito da Ponte alle Grazie.
Dal giugno 2012 al febbraio 2013 è opinionista nelle trasmissioni di attualità del canale televisivo VERO. Dal settembre 2012 è opinionista nella trasmissione Pomeriggio Cinque in onda su Canale 5. Dall'aprile 2019 è opinionista nella trasmissione Mattino 5 in onda su Canale 5.
Dal febbraio 2014 è blogger sulla versione online de Il Fatto Quotidiano e dal maggio 2014 al settembre 2016 cura il settimanale online voltinuovi.it.
Nel settembre 2017 realizza una serie di interviste a personaggi del mondo dello spettacolo e del giornalismo fra cui Alessandro Sallusti, Gianluigi Paragone, Mauro Coruzzi, Alberico Lemme, Nino Formicola, Raffaello Tonon nell'ambito della manifestazione di cultura e intrattenimento Verba Manent da lei ideata e condotta nell'area Incontri e Cultura del Padiglione Istituzionale della Fiera di Varese. Nel settembre del 2018 realizza un'altra serie di interviste a personaggi del mondo dello spettacolo e del giornalismo fra cui Peter Gomez, Paolo Del Debbio, Martina Colombari, Marco Baldini, Evaristo Beccalossi nella seconda edizione di Verba Manent sempre nell'ambito della Fiera di Varese. La rassegna culturale prosegue anche nel settembre 2019 con le interviste a Mario Giordano, Martina Nasoni, Edoardo Raspelli, Klaus Davi, Daniele Bossari, Massimo Boldi. Dal maggio 2019 tiene la rassegna culturale A Night with con interviste a personaggi noti nell'area eventi e cultura della Sisal a Milano.
Dall'autunno 2017 alla primavera 2018 ha ideato e curato la rubrica satirica Il morso della Morena sul settimanale Eva 3000. Dall'autunno del 2018 a giugno 2019 ha curato la rubrica Oggi in casa fai da te sul settimanale Pomeriggio 5.

## Vita privata
È stata la moglie di Gianfranco Funari dal 2004 fino alla morte di lui nel 2008. Dal 2011 è fidanzata con Antonio Presta.